# Воля-Вількніцька
Воля-Вількніцька (пол. Wola Wilknicka, нім. Rosenwalde) — село в Польщі, у гміні Лельково Браневського повіту Вармінсько-Мазурського воєводства.
У 1975-1998 роках село належало до Ельблонзького воєводства.